# Ливањски дивљи коњи
Ливањски дивљи коњи су коњи који живе на висоравни Кругу, на предјелу од Коричина до Борове главе.
Они нису изворни дивљи коњи, него су потомци подивљалих домаћих коња који су служили у пољопривреди. Након што их је у тој улози потисла механизација прије педесет година 20. вијека, остављени су да живе дивље, јер више није било потребе за њима.
Будући да скоро пола вијека није постојала организована брига државе о њима, дневно прелазе десетине километара да би се нахранили и напојили. Упркос неповољним временским условима, бројним звијерима из оближњих шума, преживјели су захваљујући богатим пашњацима. Бригу о овим коњима покушава водити планинарско еколошко друштво Борова Глава и град Ливно.
Процјене из априла 2011. године говоре о скупини од 196 јединки. Према подацима из 2013. године, скупина је бројала 286 одраслих и 48 младих јединки. Подаци из 2015. године броје укупно 418 коња, од чега су 65 жријебад.